# A. Evans Mouldings
A. Evans Mouldings war ein britischer Hersteller von Automobilen.

## Unternehmensgeschichte
Alf Evans, der bereits in den 1960er Jahren Glass-Fibre Laminations betrieb, gründete 1979 das Unternehmen in Stourbridge in der Grafschaft West Midlands. Er begann mit der Produktion von Automobilen und Kits. Der Markenname lautete Scorpion. 1981 endete die Produktion. Insgesamt entstanden drei Exemplare.
Es bestand keine Verbindung zu den beiden anderen britischen Automobilherstellern mit dem gleichen Markennamen: Humberstone und Innes Lee.

## Fahrzeuge
Im Angebot stand nur ein Modell. Es ähnelte dem MG TF. Das Fahrgestell vom Triumph Spitfire oder Triumph Herald bildete die Basis. Darauf wurde eine offene Karosserie aus Fiberglas montiert. Ein Bausatz kostete ab 1775 Pfund.